# Petit-Pantin
Le Petit-Pantin est un quartier situé dans l'est de Pantin en limite des communes de Bobigny et de Romainville. Quelques rues de ces deux villes en font partie. Il est délimité au nord par le canal de l'Ourcq et au sud par le parc de Romainville.

## Quartier pavillonnaire
Jusqu'au milieu du XIXe siècle, les franges est et sud du territoire pantinois, caractérisées par un relief en pente sont occupées par des carrières et des plâtrières. Au cours de l'entre-deux-guerres et jusqu'à la fin du XXe siècle un secteur pavillonnaire se développe dans le quartier.

## Industrie
Le dénivelé et la présence des carrières a empêché l'implantation de grands sites industriels au bénéfice de plus petits. L'extrémité nord et est de ce secteur, en limite avec Romainville et Bobigny, comptait quelques sites industriels répartis de manière éparse le long du canal de l'Ourcq, rue Lépine et route de Noisy. Le nouveau quartier qui se développe le long du canal implante plutôt des bureaux et des logements. Seule reste le long du canal une petite usine de tuyau de poêle à côté d'un petit oratoire dédié à Saint François , là où se trouvait au début du XXe siècle la guinguette de la rue Hippolyte-Boyer (actuelle rue Raymond-Queneau).

### Liens connexes
- Pantin
- Bobigny - Pantin - Raymond Queneau (métro de Paris)
- Canal de l'Ourcq